# Engelse springerspaniël
De Engelse springerspaniël is een hondenras dat afkomstig is uit Engeland. Deze spaniël is sterk verwant met de Welshe springerspaniël. Het is een jachthond die het wild uit de dekking jaagt. Na het schot apporteert het dier het zojuist geschoten wild. Het ras wordt ook gebruikt als gezelschapshond. Het ras heeft verschillende foklijnen die behoorlijk van elkaar losstaan. De ene lijn is geschikt voor de jacht maar zal niet snel op een hondententoonstelling worden aangetroffen, de andere lijn komt wel op de tentoonstelling maar is niet echt geschikt voor de jacht. Het ras is erkend sinds 1902. Een volwassen dier is ongeveer 51 centimeter hoog.

## Karakter
Het is doorgaans een zeer vriendelijke hond, die goed luistert. Dit ras staat bekend als heel actief.
Amerikaanse cockerspaniël ·
Amerikaanse waterspaniël ·
Barbet ·
Chesapeake Bayretriever ·
Clumberspaniël ·
Curly-coated retriever ·
Duitse wachtelhond ·
Engelse cockerspaniël ·
Engelse springerspaniël ·
Fieldspaniël ·
Flat-coated retriever ·
Golden retriever ·
Ierse waterspaniël ·
Kooikerhondje ·
Labrador-retriever ·
Lagotto romagnolo ·
Nova Scotia duck tolling retriever ·
Perro de agua español ·
Portugese waterhond ·
Sussex-spaniël ·
Welshe springerspaniël ·
Wetterhoun